# 江ノ電百貨店
江ノ電百貨店（えのでんひゃっかてん）は、かつて神奈川県藤沢市藤沢に存在した、江ノ島電鉄が経営母体の百貨店。現在のODAKYU湘南GATE（小田急百貨店藤沢店）の前身である。

## 概要
1970年代初頭、藤沢駅南口の区画整理に伴い、各種の再開発計画が進められ、江ノ島鎌倉観光（現・江ノ島電鉄）も、南口にビルを建設し百貨店を経営することになった。
そこで、江ノ島鎌倉観光を中心に小田急電鉄、小田急百貨店、小田急商事の出資により、1973年3月、株式会社江ノ電ビル（同年10月、江ノ電百貨店に商号変更）が発足し、翌年5月、江ノ電百貨店が開業した。
しかし、相次ぐ大型小売店進出による競争激化と、2度にわたるオイルショックの影響を受け、同店の業績は低迷した。このため、1978年に小田急電鉄が中心となって、江ノ電百貨店の支援5ヶ年計画がスタートし、1979年5月には小田急百貨店の三矢隆夫社長が江ノ電百貨店社長を兼任。全社員が一丸となって経営改善に取り組むことになった。
だが、累積欠損が大きな負担となっていたことから、江ノ電百貨店は特別清算手続きを行い、新会社を発足させて営業を引き継ぐことになった。
1984年7月6日、小田急百貨店などの出資によって株式会社藤沢小田急が設立され、社長には小田急百貨店の三矢社長が就任。同社は江ノ電百貨店から建物設備、従業員等を引き継ぎ、1985年3月2日に営業を開始した。特別清算会社となった江ノ電百貨店は、8月20日に清算手続が終結している。

## 沿革
- 1974年（昭和49年）
  - 5月25日 - 株式会社江ノ電百貨店の運営により開店。大規模小売店舗名は「江ノ電ビル」、売場面積は10,872m2。
  - 6月7日 - 江ノ島電鉄藤沢駅が、本百貨店の2階に移転。
- 1979年（昭和54年）8月1日 -  売場面積が441m2増加する。
- 1984年（昭和59年）7月6日、小田急百貨店などの出資によって株式会社藤沢小田急が設立。
- 1985年（昭和60年）
  - 3月1日 - 株式会社江ノ電百貨店臨時株主総会にて、解散決議[3]。
  - 3月2日 - 株式会社藤沢小田急（現在の株式会社小田急百貨店）へ営業譲渡し、店舗は藤沢小田急百貨店（第一種大規模小売店舗名は「江ノ電ビル」のまま）となり、株式会社江ノ電百貨店は、特別清算会社となる。
  - 7月19日 - 小田急電鉄株式会社への債務39億4,000万円のうち、39億2,028万5,166円を債務免除とする協定が認可される[4]。
  - 8月20日 - 株式会社江ノ電百貨店の特別清算手続が終結する[2]。

## 所在地
- 神奈川県藤沢市南藤沢21-1 江ノ電第一ビル（住居表示施工（1982年（昭和57年）8月28日）前は、藤沢市藤沢420番地）